# Auto Réplica

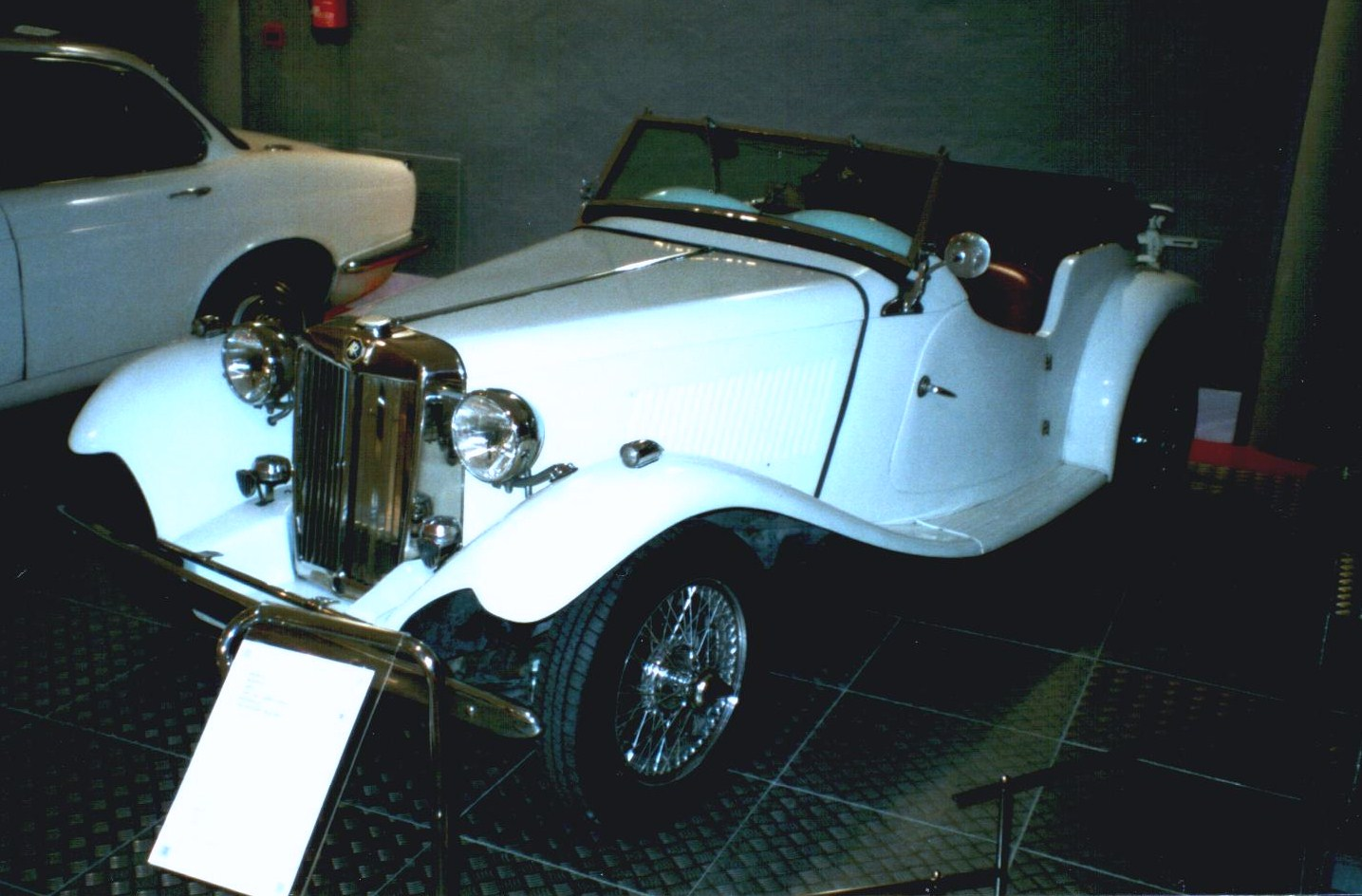
Auto Réplica von 1981

Auto Réplica war ein spanischer Hersteller von Automobilen.

## Unternehmensgeschichte
1980 entstand der erste Prototyp. Als Initiator wird Francisco Pueche genannt. Das Fahrzeug wurde 1981 auf einer Messe in Barcelona präsentiert. Erst 1983 gründete Pueche das Unternehmen mit Sitz in Madrid. Daraufhin begann 1983 oder 1984 die Serienproduktion von Automobilen. Der Markenname lautete Auto Réplica, allerdings gibt es auch Schreibweisen ohne Leerstelle, ohne Akzent oder abgekürzt AR. 1985 endete die Produktion. Insgesamt wurden elf Fahrzeuge verkauft. Anderen Quellen nennen eine Produktionszahl von elf oder zwölf.

## Fahrzeuge
Das einzige Modell war eine Nachbildung des MG TD. Die Vierzylindermotoren kamen von Seat. Genannt werden 1430 cm³ Hubraum mit 77 PS sowie 1600 cm³ Hubraum mit 98 PS.
Eine zweite Quelle bestätigt MG TD und die Motoren. Das Modell hieß AR 50. Die offene zweisitzige Karosserie bestand aus Kunststoff.